# Nailloux
Nailloux (okzitanisch: Nalhós) ist eine im Südwesten Frankreichs gelegene Gemeinde mit 4.146 Einwohnern (Stand: 1. Januar 2022) im Département Haute-Garonne in der Region Okzitanien. Sie gehört zum Arrondissement Toulouse und zum Kanton Escalquens. Die Einwohner heißen Naillousains.

## Geographie
Nailloux liegt etwa 35 Kilometer südöstlich von Toulouse in der Landschaft Lauragais. Hier wird das Flüsschen Thésauque zum Lac de la Thésauque aufgestaut. Umgeben wird Nailloux von den Nachbargemeinden Ayguesvives im Norden, Montesquieu-Lauragais im Nordosten, Seyre im Osten, Montgeard im Süden und Südosten, Aignes im Westen und Südwesten sowie Saint-Léon im Nordwesten.
Durch die Gemeinde führen die Autoroute A66 und die frühere Route nationale 622. 

## Geschichte
Nailloux ist eine Bastide, die 1319 gegründet wurde. 

### Bevölkerungsentwicklung
| 1962                      | 1968 | 1975 | 1982 | 1990 | 1999 | 2006 | 2017 |
| ------------------------- | ---- | ---- | ---- | ---- | ---- | ---- | ---- |
| 668                       | 678  | 663  | 730  | 1026 | 1237 | 1917 | 3873 |
| Quelle: Cassini und INSEE |      |      |      |      |      |      |      |

## Gemeindepartnerschaft
- Canfranc, Spanien

## Sehenswürdigkeiten

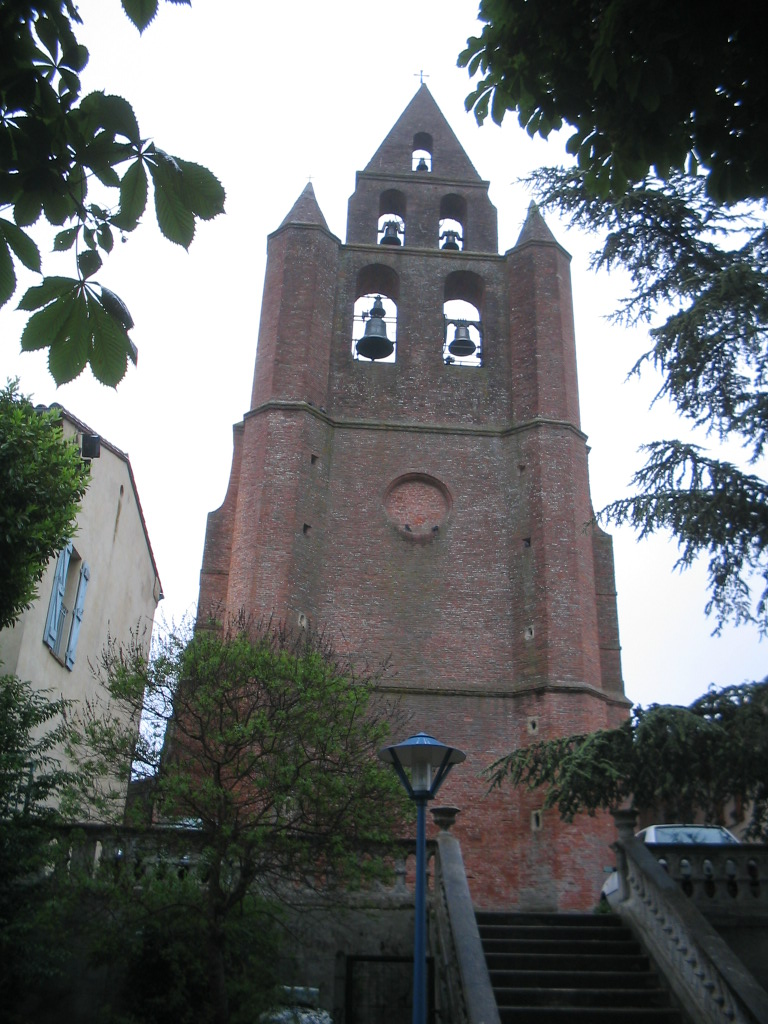
Glockenturm der Kirche Saint-Martin

- Kirche Saint-Martin, Monument historique
- Mühle
- Brunnen Saint-Méen und Waschhaus

Siehe auch: Liste der Monuments historiques in Nailloux